# La Luz del Portugués
La Luz del Portugués är en ort i Mexiko.   Den ligger i kommunen Gutiérrez Zamora och delstaten Veracruz, i den sydöstra delen av landet, 240 km nordost om huvudstaden Mexico City. La Luz del Portugués ligger 32 meter över havet och antalet invånare är 308.
Terrängen runt La Luz del Portugués är platt. Runt La Luz del Portugués är det ganska glesbefolkat, med 32 invånare per kvadratkilometer. Närmaste större samhälle är Gutiérrez Zamora, 5,0 km norr om La Luz del Portugués. Omgivningarna runt La Luz del Portugués är en mosaik av jordbruksmark och naturlig växtlighet.